# 実二次正方行列
実二次正方行列（じつ2じせいほうぎょうれつ、英: 2×2 real matrix; 二行二列実行列）とは、数学の線型代数学において、成分が実数である 2次正方行列のことである。
行列の演算をもつ。すなわち、行列の和が定義される。さらに、正方行列の演算をもつ。すなわち、行列の積が定義される。したがって、実二次正方行列全体は行列環をなし、記号で M(2, R) と表す。
実二次正方行列
{\displaystyle q={\begin{bmatrix}a&b\\c&d\end{bmatrix}}}
に対して対合
{\displaystyle q^{*}={\begin{bmatrix}d&-b\\-c&a\end{bmatrix}}}
が定義され、
qq* = q* q = (ad − bc)I
が成り立つ（ここで I は 2次単位行列、ad − bc は q の行列式である）。従って ad − bc ≠ 0 ならば q は正則行列で、その逆行列が
{\displaystyle q^{-1}={\frac {1}{ad-bc}}\,q^{*}}
で与えられる。
正則行列全体の成す集合は一般線型群 GL(2, R) である。抽象代数学の観点からは、GL(2, R) は実2次正方行列環 M(2, R) に付随する加法および乗法に関して環の単元群である。また M(2, R) は実数体上四次元のベクトル空間でもあり、結局実数体上の結合多元環として理解できる。M(2, R) は分解型四元数の全体と環同型になるが、その平面部分環族 (profile) は異なる。
各実2次正方行列 [ab
cd ] は二次元の数ベクトル空間からそれ自身への線型写像
{\displaystyle {\begin{bmatrix}x\\y\end{bmatrix}}\mapsto {\begin{bmatrix}a&b\\c&d\end{bmatrix}}{\begin{bmatrix}x\\y\end{bmatrix}}={\begin{bmatrix}ax+by\\cx+dy\end{bmatrix}}}
と一対一対応する。

## 平面部分環の族
M(2, R) 内で、スカラー行列（つまり単位行列 I の任意の実数倍）の全体は実数直線と見なすことができる。この実数直線は、以下に述べる可換部分環 Pm の全てが共有する:
m2 ∈ {−I, 0, I} なる 2×2 実行列 m に対して、「平面」Pm = {xI + ym  |  x, y ∈ R} と置けば、Pm は M(2, R) の可換部分環で M(2, R) =  Pm を満たす。ただし、和は m2 ∈ {−I, 0, I} なる m すべてにわたってとる。
そのような m を同定するために、I でも 0 でもない一般の 2×2 実行列 [ab
cd ] を平方すれば
{\displaystyle {\begin{bmatrix}aa+bc&ab+bd\\ac+cd&bc+dd\end{bmatrix}}}
である。a + d = 0 ならばこれは対角行列となるから、上記の可換部分環を成す m を求めるに際して d = −a を仮定することができる。
1. mm = −I となるとき、bc = −1 − aa であり、この方程式は助変数 (a, b, c) の空間上の双曲放物面を記述するものである。またこのような m は虚数単位の役割を果たすから、この場合の Pm は通常の複素数体に同型である。
2. mm = +I となるとき、m は対合行列（英語版）であるという。このとき bc = +1 − aa であり、これもまた双曲放物面を与える方程式である。任意の冪等行列は、この種の適当な m に対する Pm に属す。またこの場合の Pm は分解型複素数環に環同型である。
3. mm = 0 すなわち複零となるとき、これは b, c の何れか一方のみが零かつ他方が非零である場合に生じる。この場合の可換部分環 Pm は二重数平面のコピーを含む。

M(2, R) に適当な基底変換を施せば、この平面部分環族は、I と −I が双曲面のように対称な形をとる分解型四元数の平面部分環族に書きなおすことができる。

## 等積変換行列
まず微分ベクトルの変換
{\displaystyle {\begin{bmatrix}du\\dv\end{bmatrix}}={\begin{bmatrix}p&r\\q&s\end{bmatrix}}{\begin{bmatrix}dx\\dy\end{bmatrix}}={\begin{bmatrix}p\,dx+r\,dy\\q\,dx+s\,dy\end{bmatrix}}}
を行ったとき、面積は「密度」を込めて微分 2-形式 dx ∧ dy（楔積 ∧ は外積代数も参照）で測られるから、この変換の密度
{\displaystyle du\wedge dv=(\det g)\ dx\wedge dy}
に注意すれば、等積変換の全体は行列式 1 の行列からなる特殊線型群 SL(2, R) = {g ∈ M(2, R) | det(g) = 1} と同一視できる。前節のごとく平面部分環族 Pm を取れば、各 g ∈ SL(2, R) は適当な m に対する可換部分環 Pm に入り、また gg* = I であるから、以下の三者択一:
1. mm = −I であり、g は円周上で定義されたユークリッド回転;
2. mm = I であり、g は双曲線上定義された圧搾変換（英語版）;
3. mm = 0 であり、g は直線上定義された剪断変換。

が成り立つ。
平面アフィン群について Artzy (1965) Linear Geometry は平面線型写像に関する同様の三分律に関して書いている。

## 行列変数の函数
M(2, R) の可換部分環族は、この行列環の函数論を決定する。特に三種類の平面部分環がそれぞれ持つ代数構造は、代数的な式の値を決めるものである。以下に述べるように平方根函数や対数函数を考えることは、部分平面 Pm の各々が持つ特別な性質に従って課される制約条件について詳らかにする。Pm の単元群の単位成分（単位元の属する連結成分）の概念は、各単元群における極分解:
1. mm = −I ならば z = ρ exp(θm);
2. mm = 0 ならば z = ρ exp(sm) または z = −ρ exp(sm)
3. mm =  I ならば z = ρ exp(am) または z = −ρ exp(am) または z = mρ exp(am) または z = −mρ exp(am)

を導く。一つ目（複素数）の場合 exp(θm) = cos(θ) + msin(θ) であり、二つ目（二重数）の場合 exp(sm) = 1 + sm である。三つ目（分解型複素数）の場合は単元群が四つの連結成分に分解され、単位成分は ρ および exp(am) = cosh(a) + m sinh(a) でパラメータ付けされる。
 
ここで式の上では部分平面 Pm の別なく √ρ exp(am) := √ρ exp(am/2) と「平方根函数」を定義するが、この函数の引数は Pm それぞれの単元群の単位成分から取るものとする（つまり、二重数平面の場合はその半分の半平面を考えず、分解型複素数平面の場合にはその3/4の部分を取り除かねばならない）。
同様に、ρ exp(am) が平面 Pm の単元群の単位成分の元であるときには、それを「対数函数」で写した値を log(ρ) + am と定義する。対数函数の定義域は上記の平方根函数の場合と同一の制約を抱えている（つまり、mm = 0 または mm = I のそれぞれの場合において Pm の半分または3/4を除外しなければならない）。
更なる函数論の詳細については、複素函数論（複素変数の場合）および分解型複素函数論（分解型複素変数の場合）を参照せよ。

## 実数体の二次拡大環として
各 2×2 実行列は三種類の一般化された複素数（つまり、通常の複素数、二重数、分解型複素数）のひとつとして解釈できる。上述のように、二次の実正方行列環は、これら一般化された複素数平面の（同じ実軸を共有する）合併として記述され、各平面 Pm は各々可換部分環として表されるのであった。以下に示すように、任意に与えられた二次正方行列が、どの一般化複素平面に属するのかを決定して、平面を表す一般化複素数の種類を分類することができる。
以下、与えられた二次正方行列
{\displaystyle z={\begin{bmatrix}a&b\\c&d\end{bmatrix}}}
に対して z を含む平面 Pm を決定する。
先に述べたように、行列 z の平方が対角行列となるのは a + d = 0 のときであるから、行列 z は単位行列 I の実数倍と超平面 a + d = 0 に属する行列との和に表されなければならない。z を R4 のこれら部分空間へ射影したものを考えれば
{\displaystyle z=xI+n,\quad (x={\frac {a+d}{2}},\quad n=z-xI)}
と書けて、
{\displaystyle n^{2}=pI\quad (p={\frac {(a-d)^{2}}{4}}+bc)}
を得る。これにより z に関する三分律を得る。
1. p < 0 のとき、z は通常の複素数:
q := 1/√−p, m := qn と置けば、m2 = −I で z = xI + m√−p.
2. p = 0 のとき、z は二重数: z = xI + n.
3. p > 0 のとき、z は分解型複素数:
q := 1/√p, m := qn と置けば、m2 = +I で z = xI + m√p.

同様に、2×2 行列を（先述の極分解によって）極座標で表すことができる（無論、二重数の場合に連結成分が二つ存在すること、および分解型四元数の場合に連結成分が四つ存在することに注意せねばならない）。